# Manfred Langner

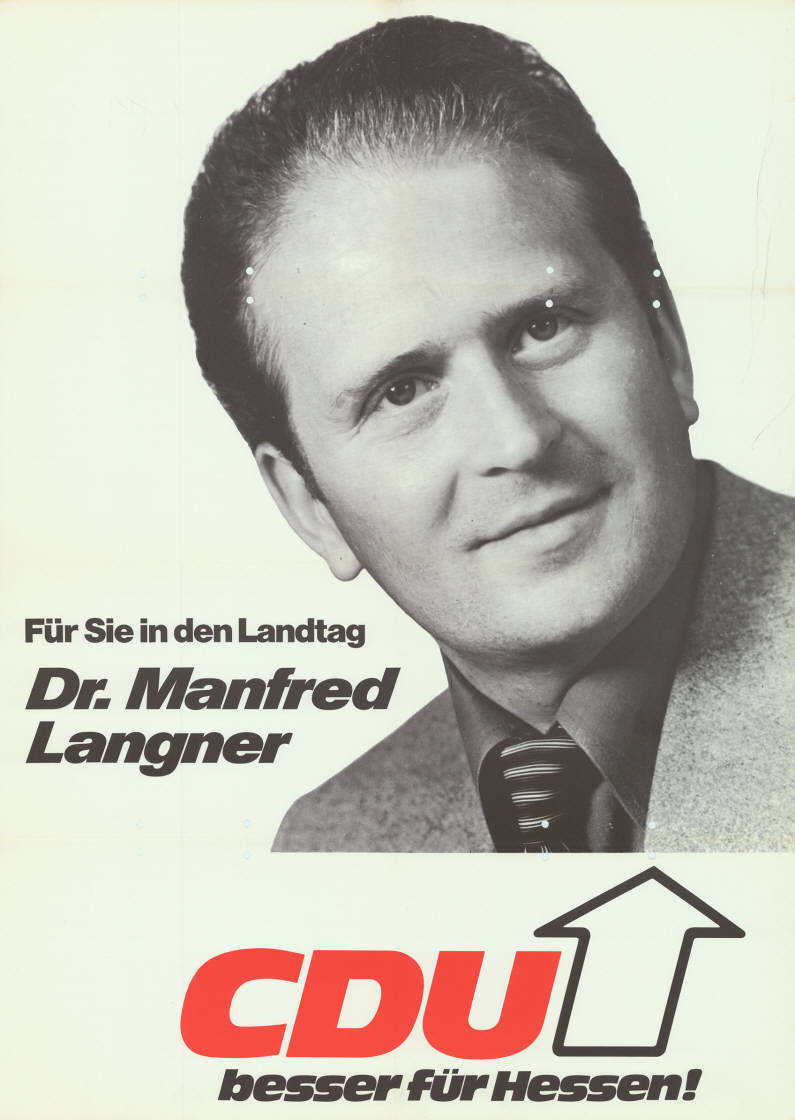
Kandidatenplakat zur Landtagswahl in Hessen 1974

Manfred Langner (* 28. Juni 1941 in Kattowitz; † 27. Juni 2024) war ein deutscher Politiker (CDU).

## Leben
Nach der Vertreibung aus Schlesien ließ sich die Familie von Manfred Langner in Weilburg nieder, wo er seitdem lebte. 1947–1961 besuchte er die Grundschule und das Gymnasium in Weilburg. 1961–1962 leistete er Wehrdienst und schied als Leutnant der Reserve aus dem Dienst aus.
Nach Studium der Rechtswissenschaften an den Universitäten Bonn und Tübingen (1962–1967) und der Promotion bei Theodor Eschenburg (1968) zum Thema Recht und Praxis der Regierungsbildung im Bund war Langner seit 1971 als Rechtsanwalt in der Anwaltssozietät Langner in Weilburg tätig. Am 28. Juni 1984 wurde Langner zum Notar ernannt. Seit dem 16. April 1993 war Langner Fachanwalt für Steuerrecht. Im Jahr 2005 ging er in den Ruhestand.
Langner war 2006 bis 2009 Vorsitzender des Vereins Weilburger Schlosskonzerte e. V.

## Politik
Langner war ab 1968 Mitglied des Kreistags der Kreise Oberlahnkreis bzw. Landkreis Limburg-Weilburg, von 1971 an als Vorsitzender der CDU-Fraktion. 1972–1974 gehörte er dem Landesvorstand der Jungen Union Hessen an. Vom 1. Dezember 1974 bis 13. Dezember 1976 war Manfred Langner Mitglied des Hessischen Landtags. Nachrücker wurde Gerhard Keil.
Anschließend war Manfred Langner zwischen 1976 und 1990 für die CDU Mitglied des Deutschen Bundestages (Wahlkreis Obertaunus bzw. Hochtaunus). Im Hervbst 1982 wurde er zum Vorsitzenden des Vermittlungsausschusses gewählt. Später wurde er Justitiar der CDU/CSU-Fraktion. In dieser Funktion erwirkte Langner u. a. das Grundsatzurteil des Bundesverfassungsgerichts zur Einschränkung der Staatsverschuldung vom 18. April 1989.
Überregionale Aufmerksamkeit erregte Langner als Vorsitzender des Flick-Untersuchungsausschusses (siehe: Flick-Affäre). 1979 war er Mitglied der 7., 1984 der 8. und 1989 der 9. Bundesversammlung.